# 무스카트 술탄국
무스카트 술탄국은 현재의 오만에 세워졌던 술탄국으로 1650년에 수립되었다. 오스만 제국의 주요 속국 중 한 곳이기도 했다.
1508년 포르투갈 제국이 점령하던 무스카트를 이슬람-아랍 세력이 연합하여 탈환한 이후에 이들은 1624년 야루바 왕조를 수립하였다. 1650년 야루바 왕조는 수도를 무스카트로 옮긴 후 무스카트 술탄국을 건립한다. 나디르 왕 전쟁 당시에 나디르는 페르시아만 일대를 정복하기 위해 이 지역을 정복하였지만 그가 1747년 암살됨에 따라 무스카트 술탄국은 독립에 성공했다. 1820년에 오만 이맘국과 동군 연합 관계를 수립하면서 무스카트 오만으로 이름이 바뀌었다.